# Seznam neizdanih pesmi Christine Aguilere
Seznam pesmi, ki jih je posnela Christina Aguilera, vendar niso bile komercialno izdane. Nekatere pesmi so kasneje posredovali drugim ustvarjalcem, ki so jih posneli sami.